# Police de proximité en France

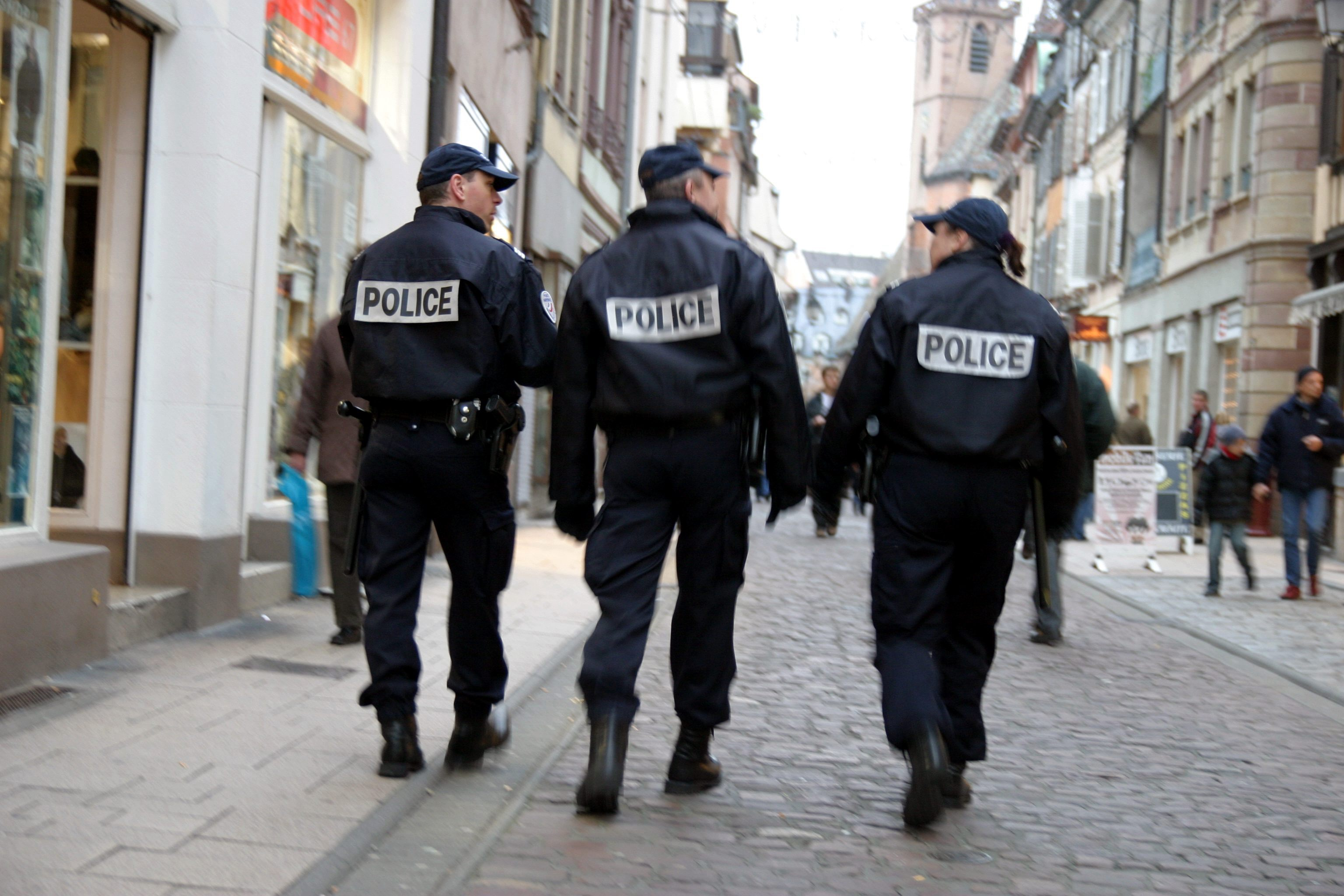
Patrouille des policiers de quartier à Strasbourg

La police de proximité est une doctrine d'emploi de la police nationale instaurée à partir de 1998 par le gouvernement de Lionel Jospin et globalement supprimée à partir de 2003 par Nicolas Sarkozy, alors ministre de l'Intérieur du gouvernement Jean-Pierre Raffarin.
En France, l'objectif principal poursuivi par la création de la police de proximité semble résider dans la volonté du pouvoir politique de juguler le « sentiment d'insécurité », d'où l'idée de transformer l'image de la police nationale afin de favoriser ses rapports avec la population au plus près et, comme le dit le sociologue Sébastian Roché, de faciliter le « vivre ensemble ».
Dans certains lieux la réduction de la délinquance n'a pas été sa principale priorité. Sa suppression au niveau national suscitera des propositions de remplacement par une « police citoyenne ».
Cette politique s'inspire des modèles de police communautaire étrangers : elle a ainsi été créée au Québec par la loi sur la police de 1997 (plusieurs fois modifiée depuis), son concept tolérant plusieurs acceptions et présentations. La France est cependant la seule à avoir conduit une expérience de police de proximité centralisée au niveau national.
Cette mission particulière confiée à la police nationale, qualifiée de « révolution culturelle » au moment de sa promotion, divise notamment une partie de la gauche qui majoritairement la défend en dénonçant a contrario la frénésie répressive du camp adverse et une partie de la droite qui invoque plutôt l'angélisme et le laxisme de ses partisans et la dénaturation du caractère régalien des missions de la police nationale. Elle suscite même un débat passionnel entre ses fervents défenseurs et ses plus farouches adversaires.
Selon le sociologue Laurent Bonelli, la mutation stratégique de la police nationale française depuis les années 1990 s'oriente davantage vers une « police d'intervention » (BAC, etc.) que vers une police supposément de « proximité ». En contrepoint, le sociologue Loïc Wacquant souligne en se basant sur l'exemple américain qu'il ne faut pas exagérer le rôle que peut avoir la police, y compris la police de proximité, dans l'évolution des infractions.
Néanmoins, la demande de police de proximité au niveau national est régulièrement renouvelée, telle cette résolution parlementaire de juillet 2012, avec des contradicteurs qui trouvent un nouvel appui dans l'argument économique. Selon un sondage, 84 % des Français y seraient favorables (juin 2017). La campagne présidentielle de 2017 donne l'occasion à plusieurs candidats plutôt de gauche de se prononcer pour le retour à une forme de police de proximité, Emmanuel Macron proposant ainsi une « police de sécurité quotidienne ». Le 16 août 2017, le ministre de l'Intérieur Gérard Collomb, annonce sa mise en place avant la fin de l'année sous le nom de police de sécurité du quotidien.

## Historique de sa mise en œuvre

### Début et déploiement (1998)
Le concept de police de proximité est d’abord porté par Charles Pasqua dès 1995 et se traduit par des circulaires mettant en avant sa nécessité. On le retrouve aussi à gauche. Le député PS Daniel Vaillant et de Patrice Bergougnoux en se basant sur le fait que les rapports entre les policiers et les jeunes soient souvent tendus et le lien encore plus distendu en cas d'intervention des Compagnies républicaines de sécurité (CRS) ou de la Brigade anti-criminalité (BAC). C’est la « sécurité de proximité » qui est envisagée par le PS, plus que la police de proximité au sens d’une réforme de l’organisation elle-même comme le montre S. Roché à partir des rapports interne du parti dans « police de proximité »(Seuil). La police de proximité fut annoncée dès 1997 et mise en place à partir de 1998 par Jean-Pierre Chevènement, ministre de l'Intérieur du gouvernement Lionel Jospin, dans le sillage du colloque socialiste organisé à Villepinte en octobre 1997, où Lionel Jospin clame que « La sécurité est la première des libertés ». Quatre orientations sont définies : polyvalence des policiers de la sécurité publique qui seront affectés à la police de proximité, avec l'extension aux gardiens de la paix des qualifications judiciaires ; « la prévention tant qu’on peut le faire et la répression dès que c’est nécessaire » selon la formule de Jean-Pierre Chevènement ; une police partenariale à travers des contrats locaux de sécurité signés avec les collectivités territoriales ; enfin, la proximité, qui place le citoyen au centre des préoccupations de sécurité publique.
La loi du 21 janvier 1995 d’orientation et de programmation relative à la sécurité (LOPS) mettait cependant déjà en place la notion de « coproduction de la sécurité », qui s’est notablement exprimée à travers une nouvelle doctrine d’emploi des forces de police, la police de proximité, terme dont dans une interview Yannick Blanc s'attribue la paternité, et à l'Institut des Hautes Études de Sécurité Intérieure (IHESI). En réalité, la genèse de cette réforme s'appuie essentiellement sur les analyses contenues dans le rapport rendu par le sénateur Belorgey au ministre de l'Intérieur Gaston Defferre en 1982, et publié en 1991 seulement aux Presses universitaires de Nancy comme l'historique détaillé réalisé par Sebastian Roché en témoigne.
Sous l'impulsion de Jean-Pierre Chevènement et de son directeur de cabinet Jean-Pierre Duport, ancien préfet de la Seine-Saint-Denis, aidé de son conseiller Jean-Pierre Havrin, suivi de Daniel Vaillant son successeur place Beauvau, la mise en place de la police de proximité au sein de la police nationale, confiée concrètement à la Direction centrale de la sécurité publique, fut progressive : cinq communes en 1998 (Châteauroux, Garges-lès-Gonesse, Beauvais, Les Ulis et Nîmes) représentant plus de 350 000 habitants, puis soixante-deux en 1999 sur des territoires moins étendus que les 5 premiers sites mais plus ciblés sur des quartiers en difficulté, ont expérimenté le modèle de la police de proximité ; le Conseil de sécurité intérieure relancé en 1997 dans cette perspective en suit le développement; la préfecture de police de Paris a inauguré ce modèle le 18 avril 1999.
Sa généralisation à l'échelle nationale aux 468 circonscriptions urbaines de police nationale s'est opérée en trois vagues : en juin 2000 pour les 62 grandes circonscriptions initiales ; la seconde vague a été lancée en 2001 et la troisième pour les plus petites circonscriptions en 2002. Parallèlement, l'ensemble du dispositif a pu bénéficier à partir de 1997 d'un outil destiné à favoriser une stratégie territoriale cohérente de prévention et de sécurité et la synergie partenariale nécessaire : le contrat local de sécurité (qui remplacent les conseils communaux de prévention de la délinquance). Les polices municipales ont ainsi naturellement suivi le mouvement.
La loi du 29 août 2002 d'orientation et de programmation pour la sécurité intérieure (LOPSI) entérine et approuve le développement de la police de proximité que maintient la loi pour la sécurité intérieure (LPSI) du 18 mars 2003.

### Fin de l'expérience au sein de la police nationale (2003)

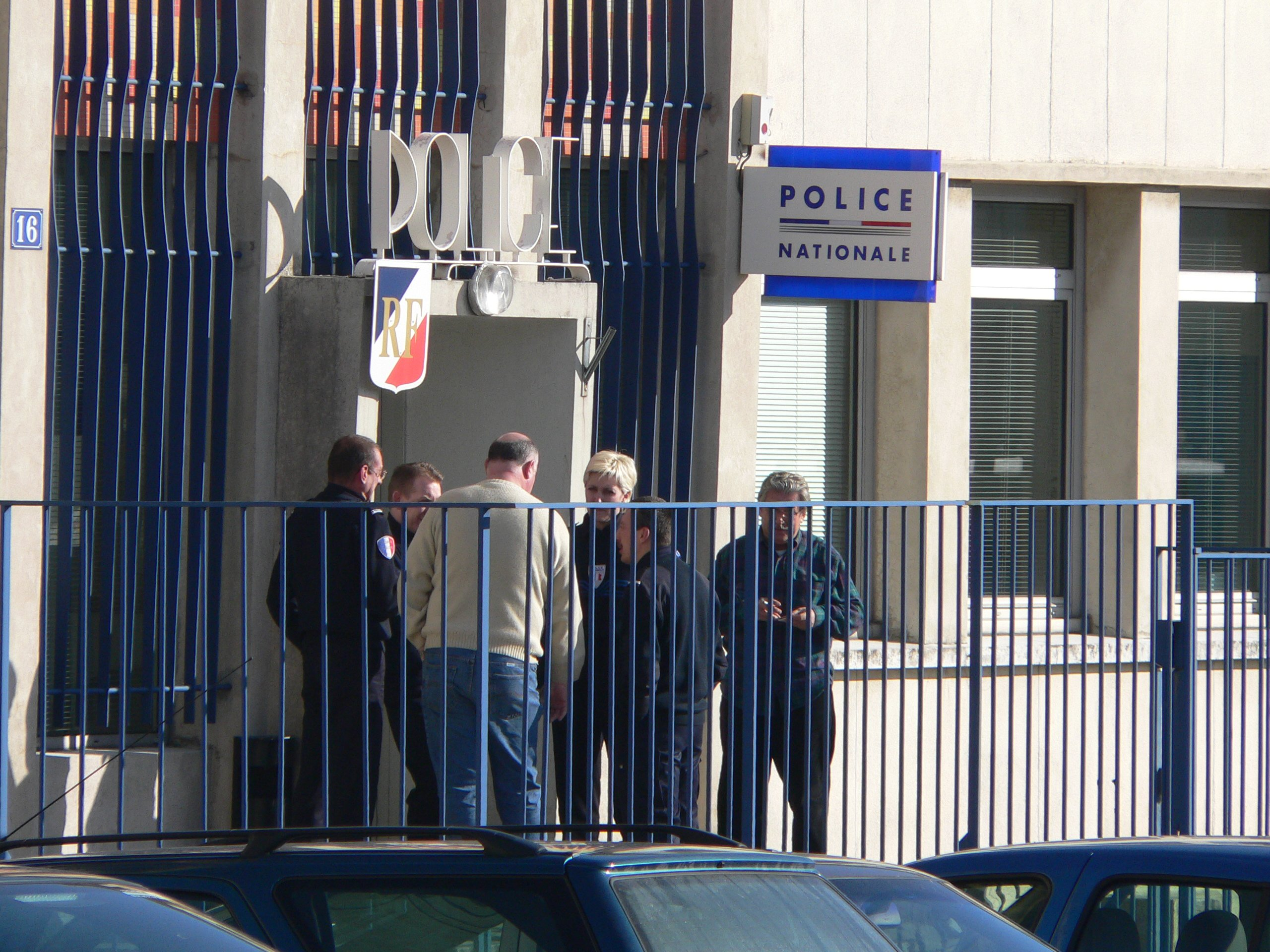
Police Nationale, commissariat de quartier

Dès le 14 juillet 2001, rompant avec le rapprochement gauche-droite qui avait présidé à l’émergence des concepts de police de proximité et de coproduction de la sécurité, le président Chirac choisit d’attaquer son premier ministre sur ce thème. De cette stratégie politique découlera la recherche d’un argumentaire technique. Sur la foi notamment des rapports d'évaluation de l'IGPN, plutôt négatifs et à charge - mais tenus secrets et qui se révèlent d’une grande fragilité méthodologique (voir S. Roché qui a eu accès et analysé les 4 rapports), qui ont accompagné sa mise en œuvre (infra), celle-ci a été supprimée au niveau de la police nationale en 2003 par Nicolas Sarkozy, nouveau ministre de l'Intérieur ; au nom de la « culture du résultat » diront ses détracteurs. D'où la modification des priorités assignées à la police nationale. Ainsi, en déplacement à Toulouse le 3 février 2003, le ministre Sarkozy déclare à propos des dérives de la police de proximité et s'adressant aux policiers du commissariat de Bellefontaine : « la police n’est pas là pour organiser des tournois sportifs, mais pour arrêter des délinquants, vous n’êtes pas des travailleurs sociaux ».
Dans le même temps, la gendarmerie départementale qui n’a pas été concernée par la réforme de la police de proximité est redéployée et regroupée en « communautés de brigades », entraînant consécutivement la fermeture de certaines brigades cantonales qui, pour le sociologue Christian Mouhanna, constituaient, avant l’heure, le modèle de « police de proximité, un rôle qu'elles continuent de jouer peu ou prou en zone rurale.
Il a été dit que le président Sarkozy, par le biais de sa ministre de l'intérieur, Michèle Alliot-Marie (gouvernement François Fillon), avait néanmoins rétabli des formes de proximité au sein de la police nationale en 2008, sous le nom d'unités territoriales de quartier (UTEQ) mais cela était très contestable car il n’ avait la pas de réforme d’ensemble et peu de personnels concernés et Brice Hortefeux, son successeur, a d'ailleurs annoncé le 17 août 2010 leur remplacement par des brigades spéciales de terrain (BST) « plus musclées », mettant fin à cette hypothétique résurgence de la police de proximité dans la police nationale. Les BST existantes agissent néanmoins sur le terrain dans certains quartiers.
Implicitement cela pose le problème, au moins en zone urbaine, de l'articulation et du partage des missions entre la police nationale (compétence régalienne de l'État) et la police municipale (compétence du maire) qui est par essence de proximité. Ainsi les missions de police de proximité continuent-elles de se développer au sein de la majorité des polices municipales, avec le cas particulier de Paris où la police est du ressort de la Préfecture de police (État), alors que la police nationale se recentre sur une approche réactive.

### La nouvelle police (nationale) de sécurité du quotidien (2017)
Annoncée le 16 août 2017 par le ministre de l'Intérieur Gérard Collomb, pour une mise en place avant la fin 2017, afin de remplir la promesse électorale du président Macron, la « police de sécurité du quotidien » (PSQ) devrait permettre de « réinventer » le concept sur de nouvelles bases pour prendre en compte les évolutions intervenues au cours des dernières années, dans le but de « retisser le lien police-population ». Pour la méthode, il s'agirait de « construire avec les élus de terrain, avec la population et l'ensemble des acteurs les solutions de sécurité ». Présentée par les médias comme une nouvelle police de proximité, elle ne ferait donc que s'en inspirer, selon Emmanuel Macron.

## Le concept de police de proximité
En France, par exception au reste du monde, c'est initialement une doctrine d'emploi de la police nationale. Elle ne se confond pas avec la police municipale qui est par nature proche de son terrain d’action. Cette dernière développe des actions de proximité variables selon les communes. Le concept et la définition officielle de la police de proximité ont été très précisément définis dans la doctrine dite “357” et le guide pratique publiés par le ministère de l’intérieur (IHESI). On retrouve de plus des déclarations ministérielles et des travaux universitaires[réf. nécessaire].

### Définition et champ d'intervention
La police de proximité repose sur trois piliers (PPP):
- la « prévention » qui, dans le cadre d'une approche globale de la tranquillité publique, se présente comme un préalable permanent à la démarche dissuasive et répressive ;
- la « proximité », c'est-à-dire le mode d’intervention au cœur de la population, dans laquelle les forces de police doivent se fondre afin de répondre à ses attentes en matière de sécurité ;
- le « partenariat », qui implique la coopération entre autorités locales, nationales, le secteur privé et associatif afin de permettre une meilleure mobilisation en faveur de la sécurité et un bon maillage du territoire ;

À cela pourrait s'ajouter la « participation » des citoyens. Mais cette dernière composante fait polémique. Impérative pour certains qui soulignent qu'une police ne peut se passer, non seulement du soutien, mais du soutien « actif » de la population afin que la mobilisation pour la sécurité soit une réalité sociétale et un réflexe et que l'immersion de la police ne soit pas artificielle ; elle est vue avec la plus extrême répulsion par d'autres qui craignent les milices et les dérives d'auto-défense, dans un pays qui serait par ailleurs encore traumatisé par l'esprit de délation tel que pratiqué sous l'occupation allemande. On se retranche donc derrière le tissu associatif censé représenter et canaliser le citoyen qui doit rester à distance du métier de policier, d'autant qu'il s'agit ici principalement de la police nationale.
Selon J.-P. Chevènement,

« la police de proximité ce n’est pas seulement une politique de territorialisation, c’est une police qui est à la fois préventive, dissuasive et répressive. À cet égard, elle exerce pleinement ses prérogatives de police judiciaire, participe aux renseignements, met en œuvre les techniques de la police scientifique technique. Enfin, une dimension importante est le suivi et l’aide aux victimes (2008). »

Selon un site internet préparant aux concours de la police municipale,

« Le développement de la police de proximité vise à substituer à une police essentiellement réactive et mobilisée sur des missions de maintien de l'ordre, une police plus anticipatrice, plus proche et plus à l'image de la population, et de la sorte capable d'apporter des réponses satisfaisantes aux attentes des habitants en matière de sécurité par la mobilisation de toutes les possibilités de la prévention, de la dissuasion comme de la répression. »

### Exigences et modes d'actions
La doctrine “357” comporte 3 objectifs, 5 modes d’action et 7 modes de travail.
La police de proximité est une doctrine d'emploi qui a trois objectifs :
1. "Une police qui sait anticiper et prévenir les difficultés pour ne plus seulement réagir à l'événement" ;
2. "Une police qui connait son territoire et qui est bien connue de ses habitants ; bien intégrée dans le tissu urbain, elle en a identifié tous les problèmes" ;
3. "Une police qui répond au mieux aux attentes de la population. Par un dialogue constant et une écoute attentive des citoyens, elle veille à être en phase avec les besoins de sécurité exprimés par les habitants".

Pour répondre à ces exigences, cinq modes d’actions ont été élaborés, :
1. Un maillage territorial bien identifié, la cohérence avec le découpage étatique par quartier ou « secteur » étant nécessaire pour la police municipale (« unités locales de police technique » chargées de recueillir les empreintes digitales dans les enquêtes à caractère local, etc.[47]);
2. Le contact permanent avec la population. Pour la police municipale, cela implique notamment un « partenariat » permanent (non formel) avec l’Éducation nationale, les transporteurs, les bailleurs, l’hôpital, les élus, etc. ; À Paris, ce sont les « missions de prévention et de communication » (MPC) qui sont chargées, à l'intérieur de la police, de la communication avec ces différents acteurs[47]; ce « partenariat » peut conduire à des interventions de la police dans les écoles.
3. Le développement de la « polyvalence » de l’activité policière (intégrer la réalité du quartier pour exercer l’intégralité du métier de policier : prévention, dissuasion, répression, sanction). Pour la police municipale, cela s'étend de l'accueil du public à la pratique de l'îlotage en passant par l'organisation d'« opérations Ville-Vie-Vacances », la police organisant alors des opérations culturelles et sportives[47];
4. Responsabilisation du policier sur son secteur ;
5. Un service rendu de qualité (« un service public au service du public » et qui sait s'adapter à ses besoins). Pour ce faire, une évaluation est possible par voie de questionnaires.

On requiert des fonctionnaires des services de police quatre qualités principales : le professionnalisme, le respect de la déontologie, le respect du public et le civisme (Roche, 2005). Pour cela, il est recommandé aux chefs de service (ès qualités) et aux agents du service, l’application des sept modes de travail, :
1. Le recueil de la demande de sécurité auprès des partenaires ;
2. La gestion par objectif ;
3. La gestion par résolution des problèmes (tableaux de bord opérationnels) ;
4. Le développement du travail en équipes « brigades » (discussion des priorités et objectifs comme une sorte de cogestion) ;
5. La communication interne et externe ;
6. L’évaluation des résultats ;
7. L’esprit de service public.

L'intervention de la force publique ne « doit se faire que lorsque toute la prévention et la dissuasion ont échoué ». Toutefois, « proximité » ne veut pas dire excès d’interconnaissance communautaire. En outre, la relation police-population doit être repensée et organisée. Néanmoins, d'après Franck Denion, pour que cette police de proximité puisse être efficace, des mesures d’accompagnement très importantes doivent être décidées, telles que le recrutement, la formation, l’équipement, etc. Cela nécessite un important effort budgétaire (véhicules, VTT, parc informatique, radio, armement, etc.). Les brigades de policiers à VTT ou à rollers ont ainsi été multipliées, la préfecture de police de Paris considérant par exemple en 2001 que : 

« La généralisation progressive des brigades de policiers à VTT donne une nouvelle dimension à la police de proximité car elle touche directement à son image. De plus, selon la préfecture, le vélo est un outil particulièrement adapté dans ce cadre qui permet d’aller dans les cours d’immeubles, ruelles, parcs et jardins. »

Au-delà des contours d'un nouvel état d'esprit de la police et de ses modalités d'action, la gestion décentralisée (ou déconcentrée) au plus près du terrain semble aussi indispensable que le soutien, voire la participation active de la population dans le cadre d'une « société de vigilance », c'est-à-dire un pas décisif vers une « démocratie participative de la sécurité ».

## La police de proximité aujourd'hui

### Les brigades spécialisées de terrain (BST)
Les Brigades spécialisées de terrain « BST » anciennement (UTeQ), sont des unités de la Direction centrale de la sécurité publique (DCSP) de la police nationale, généralement implantées au niveau d'un commissariat central. Leur implantation est nationale mais limitée à Paris, sa banlieue et les quartiers sensibles des grandes villes.

### La police de proximité dans l'agglomération parisienne

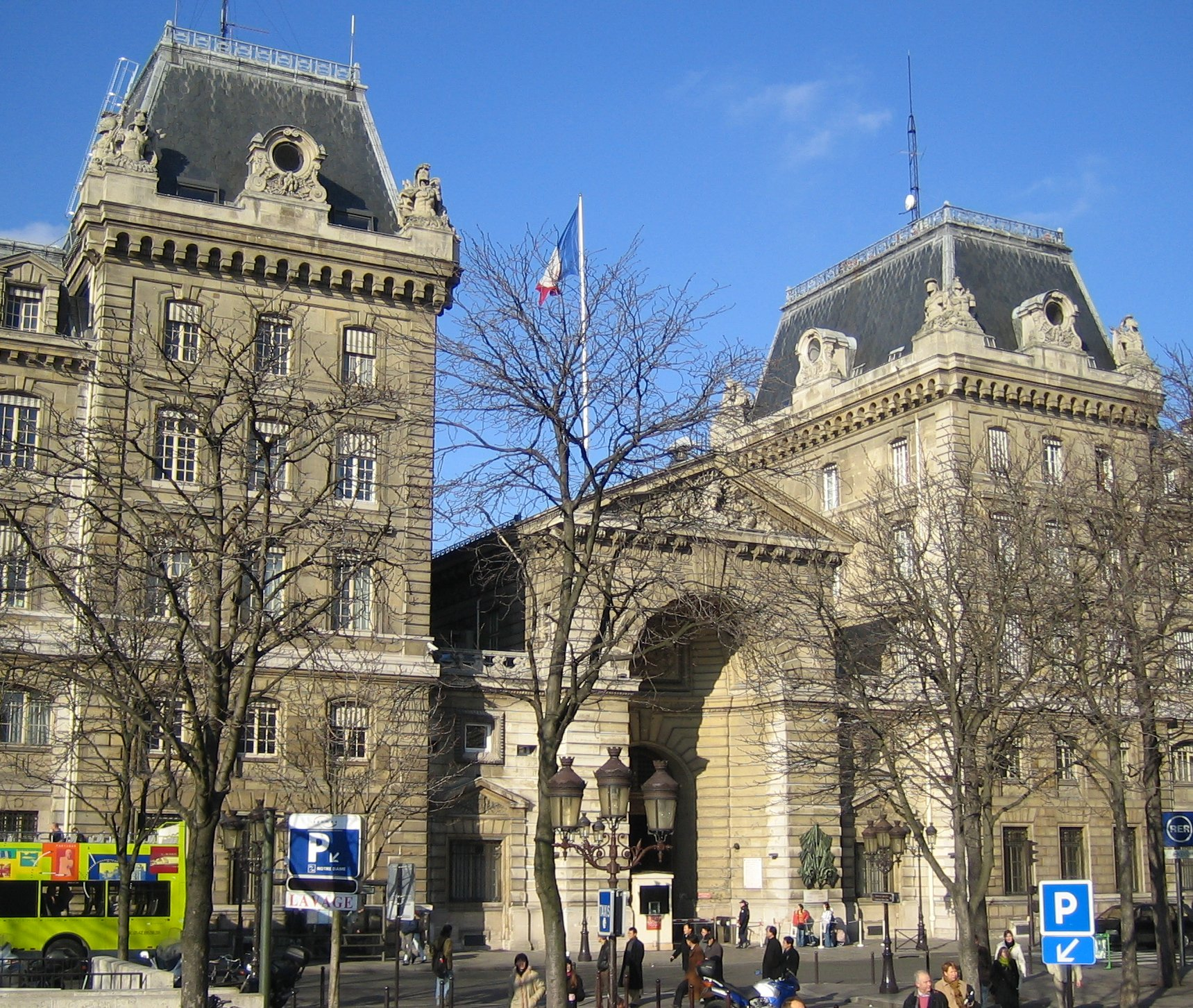
Préfecture de police de Paris, siège de la DSPAP

Après l'arrêt de la réforme en 2003 par Nicolas Sarkozy, une direction interdépartementale de la sécurité de proximité dépendant de la Préfecture de police de Paris subsiste dans l'agglomération parisienne au sein de laquelle se trouvent, pour Paris, des missions de prévention et de communication (MPC) détachées dans chaque commissariat d'arrondissement. Les polices municipales continuent par ailleurs de développer les actions de proximité qu'elles ont toujours conduites.

#### La direction de la sécurité de proximité de l'agglomération parisienne (DSPAP)
La direction de la sécurité de proximité de l'agglomération parisienne (DSPAP) est une direction centrale de la préfecture de police de Paris entrée en vigueur le 14 septembre 2009. Elle est née du mariage de la police urbaine de proximité et des directions départementales de sécurité publique des trois départements de la petite couronne. Ses policiers sont déchargés des tâches d’ordre public et de circulation. Elle regroupe l’ensemble des missions de proximité dans un esprit de polyvalence et de complémentarité, en particulier une mission d'accueil 7 jours/7, 24h/24 pour répondre aux différentes attentes du public : renseignements, aide ou assistance, soutien aux victimes d'infraction, réception de plainte, prise en compte des mineurs, etc. Les commissariats centraux d'arrondissement, qui sont au centre du dispositif de cette police de proximité, sont par ailleurs délocalisés en unités de police de quartier, auxquelles sont rattachées des brigades de policiers de quartier. Chaque commissariat central abrite, en outre, une mission de prévention et de communication (ci-dessous).

#### Les Missions de prévention et de communication (MPC)
Créées dans le cadre de la réforme des services actifs de la Préfecture de Police de Paris du 18 avril 1999, inaugurant la mise en place de la police de proximité sur la capitale, les Missions de Prévention et de Communication sont installées sur chaque arrondissement parisien. Elles dépendent directement du commissaire central d'arrondissement même si elles sont amenées à recevoir des ordres et du soutien de la part du Service de la Prévention, de la Police Administrative et de la Documentation (SPPAD), service central de la Préfecture de Police chargé de la mise en œuvre de la politique préventive de la police parisienne. [réf. souhaitée]
Depuis leur création, les missions des MPC n'ont cessé de s'accroître pour répondre à de nouveaux besoins, de nouvelles menaces. Aujourd'hui, elles couvrent une large gamme d'activités de prévention qui se décompose en deux axes principaux [réf. souhaitée] :

##### La prévention générale
- Établissement de partenariats privilégiés par des pratiques et/ou des conventions entre le commissariat et différents acteurs locaux (mairie, services sociaux, établissements scolaires, postaux ou hospitaliers, associations d'aide aux victimes, bailleurs sociaux, commerces sensibles...).
- Actions de prévention et de communication à destination de publics sensibles, particulièrement les plus vulnérables (séniors, commerces sensibles, violences conjugales ou intrafamiliales, prévention routière).
- Prévention situationnelle.
- Opération Tranquillité Vacances (lutte contre les cambriolages)[56].
- Opération Tranquillité Séniors[57].

##### La prévention jeunesse
- Actions de prévention et de communication au sein des établissements scolaires sur différents thèmes : vol, racket, violences, incivilités, citoyenneté, sécurité routière, Permis Piéton, dangers de la drogue ou d'internet.
- Opération Ville Vie Vacances[58].
- Partenariat privilégié avec l'Éducation Nationale à travers notamment l'élaboration des Points École, des sécurisations aux abords des établissements en collaboration avec les services d'ilotage et la convention du 30 janvier 2007 visant au signalement des infractions en milieu scolaire signée par la Préfecture de Police, le Parquet et le Rectorat de Paris[59].

### La police de proximité dans les polices municipales
Locales encore sous la IIIe République, l’ensemble les polices urbaines ont été étatisées par le régime de Vichy (1941). Néanmoins, les maires conservent aujourd’hui le pouvoir de créer des polices municipales, mais les compétences de ces dernières sont strictement cantonnées ; elles n’ont, en aucun cas, pour mission de réprimer la petite et moyenne délinquance et la police du quotidien reste théoriquement l’affaire de la police nationale, à l'abri du clientélisme local présumé. Néanmoins depuis les années 1970, les maires ont du réinvestir cette problématique devant la montée de l'insécurité et sous la pression de la population, jouant à fond leur rôle de garant de la tranquillité publique que la loi leur reconnait et profitant de la proximité qui est la leur.
À partir des années 1980-1990, les maires vont inventer leurs propres politiques de prévention-tranquillité publique. « Celles-ci sont guidées par un triple objectif : rassurer la population par une surveillance accrue de l’espace public, refaire du lien social par la médiation et répondre sur un mode réactif par le développement de dispositifs techniques dont le plus emblématique et le plus controversé est la vidéosurveillance ». En outre, de nombreux dispositifs locaux étatiques (Contrat local de sécurité, conseil local de sécurité et de prévention de la délinquance, schéma local de tranquillité publique, etc.) les associent désormais comme un acteur majeur.
Dans le même temps, la législation (1987, 1995, etc.) reconnait à leurs agents compétence en matière de prévention et de surveillance du bon ordre, de la tranquillité, de la sécurité et de la salubrité publiques, ils peuvent être OPJ-adjoints, en plus de compétences résiduelles (police du stationnement ; circulation ; places et marchés, etc.),. Ils sont formés, le cas échéant, au renseignement de proximité.
Au titre des modes d'intervention, beaucoup de municipalités développent et étendent l'îlotage, comme à Nantes. Les patrouilles sont pédestres ou à vélo. Dans certaines villes, des agents sont en tant qu'« auxiliaire de proximité » affectés spécialement à cette tâche tournée vers la prévention et l’assistance aux habitants, comme à Nouméa ; dans d'autres, des « points d'écoute » sont mis en place, comme à Dinard, etc.
Interrogées lors d'une enquête réalisée en 2015 par la Fédération des villes de France, sur les missions « prioritaires » de leur police, les municipalités estiment à la quasi-unanimité (95 %) que leur rôle premier est d’assurer une « police de proximité ».
La situation est cependant très hétérogène suivant les municipalités et les moyens dont disposent celles-ci ; à commencer par l'existence ou non d'une police municipale (3486 en 2015), l'importance de leurs effectifs, de leur équipement (45 % sont armées en 2015 mais peu d'armes à feu) et l'orientation de leurs missions, qui dépendent de la décision et de l'autorité du maire, qui est lui-même OPJ ; également, de la présence ou non d'une police nationale sur le territoire communal (la répression des atteintes à la tranquillité publique, sauf en ce qui concerne les bruits de voisinage, incombe à l'Etat), ce qui induit une certaine répartition des tâches et de la coopération (convention de coordination dès qu'un service de police municipal atteint au moins 5 agents), y compris avec la gendarmerie en zone rurale. En outre, leur répartition territoriale est très inégale.
L'avenir de cette police pourrait dépendre de l'arbitrage, ou de la combinaison pouvant être faite, entre deux fonctions : l'incarnation d'une nouvelle forme de police de proximité, d'aide aux personnes, proche des demandes des administrés (mais quid de son articulation avec la nouvelle police [nationale] de sécurité du quotidien ?) ; ou une mission plus explicite de lutte contre la petite délinquance, sur fond de désengagement étatique ». En tout cas, beaucoup de maires semblent hostiles à l’idée que les polices municipales puissent devenir un jour une « réserve d’ajustement » de la police d’Etat.

## Approches du bilan de la police de proximité
L'évaluation de l'efficience de la police de proximité au sein de la police nationale n'est pas aisée. Quelques chercheurs ont réfléchi sur les méthodes, comme les sociologues Jérôme Ferret et Frédéric Ocqueteau. Sans trancher la question de principe consistant à savoir qui de la police nationale ou des polices locales sont le mieux à même de remplir cette fonction, il faut faire son chemin parmi des statistiques difficiles d'interprétation et des rapports et travaux de recherche divers.

### Le sentiment d'insécurité
La « police de proximité » sur le plan national était présentée comme visant essentiellement à lutter contre le « sentiment d'insécurité » des habitants, largement médiatisé et âpre sujet de débat politique, et donc à prévenir et réprimer la petite et moyenne délinquance (par contraste avec le grand banditisme ou la délinquance en col blanc, réservés à d'autres services spécialisés).
Selon la préfecture de police de Paris, le bilan au bout d'un an semblait positif à cet égard à Paris :

« la lutte contre la petite et moyenne délinquance a aussi sa part de réussite. Certes, si l'on s'en tient à une vision superficielle du nombre des crimes et délits constatés, l'on constate une augmentation de ceux-ci. Mais il convient de distinguer la délinquance réelle de la délinquance révélée. Cette dernière a augmenté en raison même de la réforme, car des faits de faible gravité, qui n'étaient jusqu'à présent pas pris en compte, ou seulement enregistrés sous forme de mains courantes, ont fait leur entrée dans les statistiques des plaintes. »

Selon la même source : en raison de cette nouvelle prise en compte de délits mineurs auparavant non répertoriés, la police de proximité a pu paradoxalement augmenter le « sentiment d'insécurité », qui « relève davantage de craintes subjectives que d'une expérience vécue ». Toutefois, selon un sondage commandé en 1999 également par la préfecture de police de Paris et effectué hors banlieue sur 1 002 Parisiens, « ce sont désormais 85 %  des Parisiens qui se sentent en sécurité dans leur ville, alors qu'ils étaient 79 % en 1998 ; parallèlement, l'insécurité recule du troisième au quatrième rang dans les préoccupations des Parisiens (sondage IFOP) », derrière la pollution atmosphérique, le nombre de sans-abri, et la circulation et le stationnement. La même tendance qui serait observée en 2010 en  Île-de-France justifierait, selon le président du Conseil régional, J.-P. Huchon, socialiste, le rétablissement de la police de proximité.

### Bilan et évaluation du besoin d'une police de proximité dans la police nationale
Il n’existe pas d’évaluation rigoureuse et indépendante des effets de la police de proximité dans sa version française. Les documents d’analyse existants n’ont pas été réalisés et publiés dans des journaux académiques contrairement à ce qui se pratique au RU ou aux États Unis par exemple. Ce sont plutôt des descriptions ou des opinions.
Une évaluation globale conduite par l'Inspection générale de la Police nationale (IGPN) présente un bilan plutôt négatif de la police de proximité. Quatre rapports confidentiels étalés dans le temps ont été remis aux ministres de l'Intérieur successifs. Étaient également associés à ces études : l'Inspection générale de l'administration, la Direction centrale de la Sécurité publique et l'IHESI (Institut des hautes études de la sécurité intérieure). La première évaluation s'est faite sur 24 sites dont les cinq circonscriptions pilotes en septembre 1999. La seconde portant sur une trentaine d'autres sites d'expérimentation s'est achevée à la mi-février 2000. Elles ont servi à adapter le dispositif en vue de sa généralisation. Le quatrième et dernier rapport en date du 20 avril 2001 et destiné au ministre de l'Intérieur, Daniel Vaillant, couvrait les principaux sites, dont une majorité de grandes villes, comme Marseille, Toulouse, Strasbourg, Nantes, ainsi que des circonscriptions de la région parisienne. Le bilan se résume à une « réussite partielle » et une « adhésion incomplète » des personnels. Cependant, dans le détail le rapport constitue un véritable réquisitoire contre le concept même de « police de proximité » au sein de la police nationale selon Le Figaro, et aucun des trois piliers qui fondent cette politique n'est épargné par sa critique : l'action de prévention de terrain bute sur les difficultés pratiques de la mission qui mettent en péril la sécurité de ces policiers vulnérables; la polyvalence des hommes exigée par les missions de proximité est contingente d'un effectif instable du fait d'un turn-over qu'entraîne le souhait du personnel de fuir ce genre de mission périlleuse; la fidélisation et l'implantation des policiers sur leur secteur est dès lors en cause. Les rapports des inspections sont en réalité bien plus modérés que cela (cf. Roché cité plus haut).
Patrice Bergougnoux explique un bilan mitigé par le fait que trop de maires souhaitaient disposer d'une police de proximité, ce qui a entraîné de forts besoins en effectifs. Si le rapport de 2001 de l'IGPN (Inspection générale de la Police nationale) met en doute la capacité du gouvernement à mettre en œuvre les piliers de la réforme, l'ancien directeur de la police nationale critique une lecture trop négative : « En 2001, l’IGPN ne pouvait fournir qu’un rapport d’étape sur une politique managériale complexe puisqu’étendue à toute la France. Il y avait bien sûr des ajustements à faire et nous les aurions faits. ». Patrice Bergougnoux voit dans l'annonce de l'arrêt brutal du dispositif annoncé à Toulouse par Nicolas Sarkozy (« Vous n'êtes pas des travailleurs sociaux ») une erreur : « Jean-Pierre Havrin a rétabli l’ordre dans le quartier du Mirail, qui était particulièrement touché par le trafic de stupéfiants. Il a été piégé par Nicolas Sarkozy de façon assez grossière, juste pour assurer un coup de com. »Pour Jean-Pierre Duport, le choix de Toulouse ne doit rien au hasard, le directeur départemental de la sécurité publique Jean-Pierre Havrin, ayant été membre du cabinet de Chevènement.
Les chercheurs se sont intéressés dès les années 1990 à la police de proximité. Dans son mémoire de DEA, Caroline Ober relève en 2001 que la police de proximité est en attente de résultats probants. Le bilan serait en demi-teinte. D'un côté le sentiment d'insécurité est fluctuant du fait de statistiques difficiles à interpréter et de paramètres complexes (ressenti des populations, effet des médias et du débat politique sur la demande de sécurité). De l'autre, les contrats locaux de sécurité se développent de façon satisfaisante avec des thématiques diversifiées (groupe de tranquillité publique, coordination des polices, fédération des moyens de proximité avec les bailleurs, prévention des tags et des incendies de poubelles, etc.) impliquant de nombreux partenaires extérieurs (transports urbains, commerces, La poste, etc). Mais des dysfonctionnements seraient persistants, tant structurels (couverture surtout urbaine, manque de déconcentration notamment du recrutement, manque d'effectifs — par ailleurs instables — et de moyens matériels) que fonctionnels (lourdeur des procédures et du fonctionnement interne, culture policière, classements des plaintes). S'ajoutent à cela des obstacles exogènes : le rapport dégradé à l'autorité et la banalisation de la violence; le constat que le temps de la prévention qui caractérise la police de proximité n'est pas le même que celui de la répression dont l'adaptabilité peut être plus rapide.
Un rapport sénatorial, au sujet plus vaste, daté du 6 novembre 2006 (approuvé par l’ensemble des représentants de la majorité de droite, les élus des groupes socialiste et communiste s’abstenant) regrette l'abandon de la police de proximité. Le rapport fait suite à une mission d’information sur les politiques publiques engagées depuis quinze ans dans "les quartiers en difficulté". Il est le fruit de nombreuses auditions et de déplacements sur le terrain – qui l’ont menée jusqu’aux Antilles et à l’étranger (Pays-Bas, Espagne...). Selon les sénateurs, le mauvais bilan de la police de proximité pourrait s'expliquer partiellement par le "tournant" opéré en 2002 par le gouvernement de Jean-Pierre Raffarin : « d’une logique d’ordre public consistant à stopper les incidents sans pour autant interpeller, on est passé à la recherche de l’interpellation en flagrant délit des auteurs (d’infractions) », résument-ils.
Un rapport confidentiel daté de janvier 2010 de l'Inspection générale de l'administration associée à l'Inspection générale de la Police nationale (IGPN) et à l'Inspection générale des services (IGS) concernant l'expérimentation des unités territoriales de quartier (Uteq) conclut qu'elles sont « utiles et efficaces » dans un contexte où l'on observerait les attentes fortes d'un certain nombre d'élus, marqués par le souvenir de la police dite « de proximité ». Jugées inadaptées les Uteq sont remplacées par les BST puis les patrouilleurs en 2011 selon le rapport du Sénat sur la loi de finances (http://www.senat.fr/rap/a11-112-19/a11-112-199.html).

### Actions de prévention des MPC en milieu scolaire
Au cours de l’année 2000, les policiers des missions de prévention et de communication (MPC) ont ainsi « assuré [en Île-de-France ] plus de 2 204 interventions auprès de 54 534 élèves, dans 300 établissements parisiens ». En 2009-2010, 3 410 actions de prévention sur les thèmes du racket, des dangers de la drogue, de la violence, des incivilités et de la citoyenneté ont été menées auprès de 86 235 collégiens.